# Giovanni Di Mauro
Giovanni Di Mauro, detto anche Roberto (Agrigento, 27 giugno 1956), è un politico italiano, segretario del Movimento per l'Autonomia, di cui è uno dei fondatori.
Più volte deputato e assessore nella giunta regionale siciliana, è stato anche sindaco di Agrigento tra il 1990 e il 1991.

## Biografia
Già iscritto alla Democrazia Cristiana con cui nel 1985 diviene consigliere comunale, fu sindaco di Agrigento dal 1990 al 1991.
Alle elezioni politiche del 1992 viene eletto deputato alla Camera dei Deputati nella circoscrizione Sicilia occidentale.
Dal 2003 al 2006 è Assessore della giunta provinciale di Agrigento guidata da Vincenzo Fontana.
Candidatosi nel 2001 con il CCD, dal 2004 è deputato all'Assemblea Regionale Siciliana della XIII legislatura (dove subentra a Vincenzo Lo Giudice, arrestato per concorso esterno in associazione mafiosa).
Fedelissimo di Raffaele Lombardo, è nel 2005 tra i fondatori del Movimento per l'Autonomia.
Alle elezioni politiche del 2006 viene nuovamente eletto alla Camera dei deputati, nella circoscrizione Sicilia 1, nella lista "Lega Nord - Movimento per l'Autonomia".
Alla Camera aderisce quindi al Gruppo misto, all'interno della componente politica "MPA-Movimento per l'autonomia" ed è membro della Commissione Difesa.
Il 17 luglio però rassegna le dimissioni dalla Camera dei deputati, venendo sostituito da Pietro Rao ed andando a guidare il gruppo parlamentare dell'MPA all'Assemblea Regionale Siciliana, dove è stato eletto alle elezioni regionali in Sicilia del 28 maggio 2006.
Alle elezioni politiche del 2008 è nuovamente candidato alla Camera dei deputati nelle liste del Movimento per l'Autonomia (in terza posizione), sempre nella circoscrizione Sicilia 1, venendo eletto deputato per via delle rinunce dei candidati che lo precedono. Tuttavia nello stesso giorno si tengono anche le elezioni regionali in Sicilia del 2008, dove Di Mauro risulta eletto per l'MPA nel collegio di Agrigento e preferisce rimanere deputato all'Assemblea Regionale Siciliana, dimettendosi dalla Camera dei deputati e venendo sostituito da Ferdinando Latteri.
Va quindi a ricoprire il ruolo di Assessore Regionale Cooperazione, Commercio, Artigianato e Pesca nella I Giunta Lombardo (2008-2009). Dopo il primo rimpasto passa diventa Assessore Regionale al Bilancio e Finanze nella II Giunta Lombardo (2009-2010) e viene riconfermato nella III Giunta Lombardo (2010) come Assessore Regionale al Territorio e all'Ambiente. Esce nella IV Giunta Lombardo (2010-2011)..
Alle elezioni europee del 2009 è candidato nella circoscrizione Italia insulare nella lista L'Autonomia, raccogliendo complessivamente 56.046 preferenze,ma non venendo eletto, poiché la lista non supera la soglia di sbarramento del 4% a livello nazionale.
Dopo la crisi politica alla Regione Siciliana e la nascita del terzo governo Lombardo, va a ricoprire il ruolo di Assessore regionale al Territorio e Ambiente, fino all'ottobre 2010.
Alle elezioni regionali in Sicilia del 2012 viene riconfermato deputato all'ARS nella lista MPA-Partito dei siciliani, a sostegno del candidato presidente Gianfranco Miccichè.
Alle elezioni politiche del 2013 è candidato in Sicilia al Senato della Repubblica nella lista MPA-Partito dei siciliani (in seconda posizione, dopo il capolista Raffaele Lombardo), tuttavia non viene eletto, poiché il partito non supera la soglia di sbarramento del 3% a livello regionale e resta deputato all'Ars.
Alle elezioni regionali siciliane del 5 novembre 2017 è nuovamente candidato all'ARS, come capolista di Popolari e Autonomisti (lista espressione dell'MpA e di Cantiere Popolare) in provincia di Agrigento e contemporaneamente anche nel listino bloccato del candidato presidente Nello Musumeci. Viene quindi rieletto deputato regionale nel listino maggioritario.
Il 18 dicembre 2017 viene eletto Vicepresidente vicario dell'Assemblea Regionale Siciliana con 37 voti su 70.
Alle elezioni regionali del 2022 guida ancora una volta la lista Popolari ed Autonomisti, che ottiene il 6,8% dei voti e 4 deputati regionali, tutti provenienti dall'MpA, tra cui lo stesso Di Mauro. Il 16 novembre termina il suo mandato come vicepresidente vicario dell'ARS; nella stessa data, presta giuramento come nuovo assessore regionale all'Energia e ai Servizi di Pubblica Utilità. L'8 aprile 2025 si dimette dalla carica di assessore, denunciando l'insufficiente quantitativo di risorse umane destinate al suo assessorato per fronteggiare le emergenze della siccità e dello smaltimento di rifiuti.

## Procedimenti giudiziari
Nell'agosto del 1992 tutti gli assessori della sua giunta vengono arrestati in piena Tangentopoli, lui si avvale dell'immunità parlamentare ottenuta con il seggio in Parlamento per la Democrazia Cristiana ottenuto da poco, tuttavia verrà condannato in primo grado a 10 mesi di reclusione.
Successivamente la corte d'Appello del Distretto di Palermo con sentenza N° 2768/98 assolve il Di Mauro dalle imputazioni di falso a lui ascritte al capo M) della rubrica, in relazione alle condotte afferenti alle delibere nn.1845 e 2244 del 1991, per non aver commesso il fatto e tramite sentenza N° 2756/2001 "Assolve Di Mauro Roberto Giovanni dai reati come a loro rispettivamente ascritti ai capi B1) e B2) della rubrica perché il fatto non costituisce reato.";
Un'altra condanna a 3 anni di reclusione in primo grado gli era stata inflitta, tuttavia per questo reato è stato successivamente assolto in Corte d'appello ed in Cassazione.